# Margarethe Klementine von Österreich

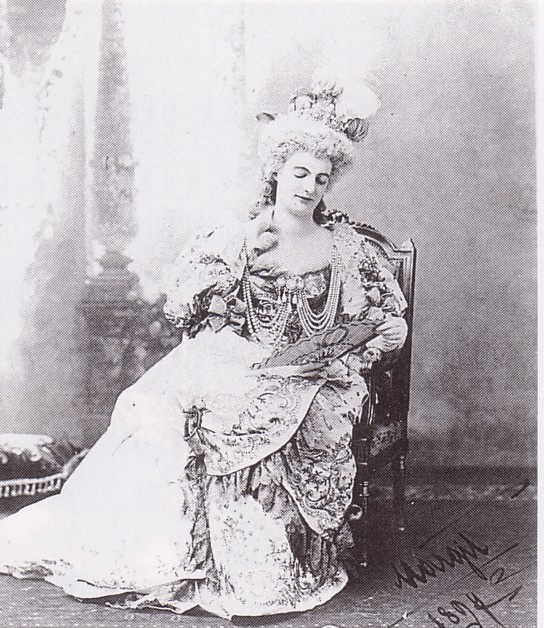
Fürstin Margarethe Klementine von Thurn und Taxis, um 1895

Erzherzogin Margarethe Klementine von Österreich, um 1880

Margarethe Klementine Maria Erzherzogin von Österreich (* 6. Juli 1870 in Alcsút, Österreich-Ungarn; † 2. Mai 1955 in Regensburg) war Mitglied des Hauses Habsburg-Lothringen und durch Heirat Fürstin von Thurn und Taxis. Sie stammte aus dem ungarischen Zweig des Hauses Habsburg-Lothringen, der auf Erzherzog Joseph († 1847) zurückging.

## Leben
Erzherzogin Margarethe Klementine war die dritte Tochter des Erzherzogs Joseph Karl Ludwig von Österreich (1833–1905) und seiner Ehefrau Prinzessin Clotilde von Sachsen-Coburg und Gotha (1846–1927), Tochter von Prinz August von Sachsen-Coburg und Gotha und Prinzessin Clementine d’Orléans.
Sie heiratete Fürst Albert von Thurn und Taxis, Sohn von Erbprinz Maximilian Anton von Thurn und Taxis und Herzogin Helene in Bayern, am 15. Juli 1890 in Budapest. Aus dieser Ehe gingen sieben Kinder hervor:
- Franz Joseph (1893–1971) ⚭ 1920 Prinzessin Elisabeth von Braganza (1894–1970)
- Karl August (1898–1982) ⚭ 1921 Prinzessin Maria Anna von Braganza (1899–1971)
- Ludwig Philipp (1901–1933) ⚭ Prinzessin Elisabeth von Luxemburg
- Max Emanuel (1902–1994),
- Elisabeth Helene (1903–1976) ⚭ 1923 Friedrich Christian Prinz von Sachsen Herzog zu Sachsen (1893–1968)
- Raphael Rainer (1906–1993)
- Philipp Ernst von Thurn und Taxis (1908–1964)

Margarethe Klementine war bis zur Novemberrevolution 1918 eine Erzherzogin von Österreich und Fürstin von Thurn und Taxis. Sie war eine leidenschaftliche Reiterin und betätigte sich als Bildhauerin. Sowohl im Ersten als auch im Zweiten Weltkrieg verrichtete sie Dienste einer Krankenschwester und unterstützte ihr ganzes Leben hindurch karitative Vereine. Sie nahm ihre Geschwister, als diese in der Endphase des Zweiten Weltkriegs 1944 Ungarn verließen, bei sich in Regensburg auf. Drei Jahre nach dem Tod ihres Ehemannes starb Margarethe Klementine am 2. Mai 1955 mit 84 Jahren in Regensburg.

## Künstlerische Tätigkeit

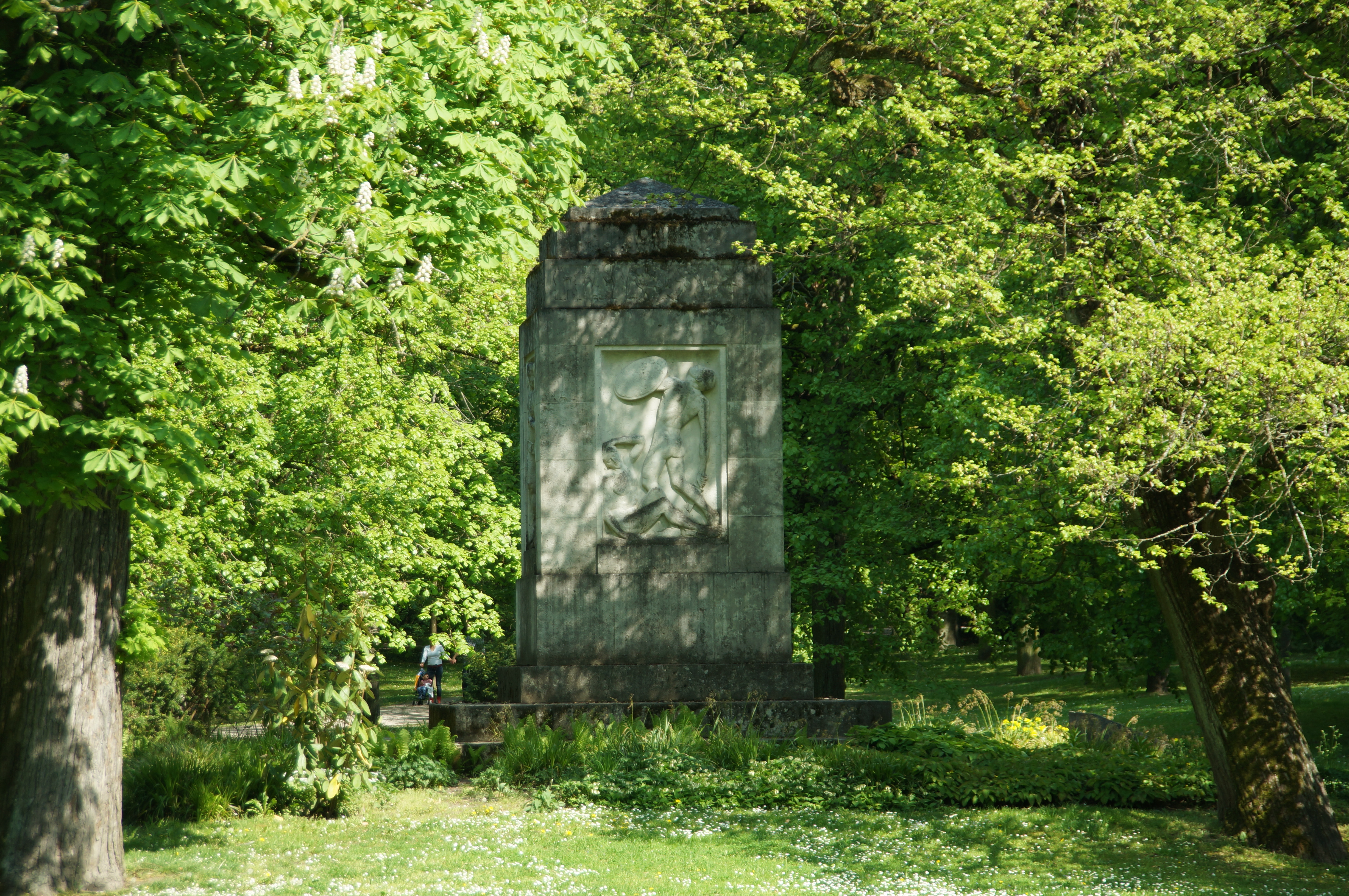
Kriegerdenkmal

Erzherzogin Margarethe Klementine war als Bildhauerin, auch unter ihrem Künstlernamen Margit von Valsassina tätig. Sie entwarf beispielsweise für Regensburg den Altar, modellierte die beiden Seitenaltarreliefs und die 14 Heiligenstatuen der Kirche Herz Jesu und entwarf das Kriegerdenkmal im Stadtpark von Regensburg.
Sie entwarf auch das Denkmal für Bonifaz Wimmer in Thalmassing (Guss 1909 durch A. Brandstetter in München).

## Ehrungen
- Mitglied des Sternkreuzordens[4]
- 1930: Goldene Bürgermedaille der Stadt Regensburg
- 1950: Ehrenbürgerschaft der Stadt Regensburg[5]